# Hanasaku Iroha
Hanasaku Iroha (花咲くいろは) est une série télévisée d'animation japonaise réalisée par Masahiro Ando au sein du studio P.A. Works. Elle est diffusée initialement du 3 avril au 25 septembre 2011 sur Tokyo MX et comporte 26 épisodes. Deux adaptations en manga sont publiées entre 2010 et 2012, et un film d'animation est diffusé en mars 2013.

## Synopsis
Ohana est une jeune fille de 16 ans qui se lasse de sa vie quotidienne. Alors qu'elle apprend qu'elle doit aller vivre chez sa grand-mère, son meilleur ami Ko, avec qui elle passe tout son temps, lui avoue ses sentiments, ce qui va semer des doutes dans la vie de la jeune Ohana.
En ajoutant à cela le fait que sa grand-mère n'est pas du tout comme elle l’espérait. En effet, au lieu d'être traitée comme un membre de la famille à part entière, sa grand-mère va la considérer comme une domestique de la maison.
Elle devra apprendre à s'intégrer dans un univers différent de celui où elle avait l'habitude de vivre.

## Liste des épisodes
|           |                         | Résumé des épisodes |
| --------- | ----------------------- | --- |
| Épisode 1 | Nouveau Départ          | Dans cet épisode, Ohana déménage chez sa grand-mère après la déclaration de son meilleur ami, Ko. À son arrivée, elle n'est pas du tout traitée comme la petite fille mais comme une employée. |
| Épisode 2 | Le plat de la vengeance | Ohana se voit promue à un autre poste que coupeuse de mauvaises herbes. Alors qu'elle nettoyait la chambre d'un client qui s'avérait être un auteur célèbre, elle jette son travail à la poubelle, mais sa grand-mère ne réagit pas comme à son habitude. |
| Épisode 3 | Balut !                 | Minko et Nako découvrent qu'Ohana a disparu, car elle a été confinée, ligotée et bâillonnée par Tarō, qui admet qu’il essayait de créer un roman sexuel pour payer sa note d’hôtel. Quand il est découvert par Nako et les autres, il tente de s'enfuir en volant l'un des fourgons de l'auberge, afin que tout le personnel monte dans une voiture et le poursuive. Ils le retrouvent finalement sur une falaise en bord de mer où il saute à la mer, mais Nako plonge pour le sauver de la noyade. Alors que Tarō déplore son manque de talent, Ohana le gifle puis lui dit que, même si son roman est pervers, ils ont montré une facette d'Ohana qu'elle ne connaissait jamais auparavant. Ensuite, ils font en sorte que Tarō travaille à l'auberge pour payer sa note. |